# 의정대귀비
의정대귀비 보르지기트씨 (懿靖大貴妃, 생년미상 ~ 1674년)는 몽골어로는 더러거더러(德勒格德勒)이고, 만주어로는 나무중(娜木鍾, 나목종) (만주어: ᠨᠠᠮ
ᠵᡠᠩ, 만문전사방안 : NamJung)이다. 아바가이부 군왕 어치거눠얀의 딸이다. 칼카 세첸칸부 슈어레이의 아내 아하이의 동생이자, 청 태종 홍타이지의 서대복진 (귀비)이다.

## 어린 시절
차하르 카간 링단 칸의 다라대복진은 낭낭복진(囊囊福晉), 낭낭태후 (囊囊太后) (만주어: ᠨᠠᠩᠨᠠᠩ
ᠲᠠᠶ᠋ᠢᠾᠸᠥ, 보배전사 : Nannan tayiqu, 키릴문자 : Наннан тайху) 또는 더러거더러 태후라(德勒格德勒太后)고도 불렸다. 천총 8년 (1635년) 8월, 링단 칸은 실라타라 대초원에서 사망했다. 이달, 낭낭태후는 링단 칸의 유복자 아보내를 낳았다.
홍타이지는 대패륵 다이샨에게 "이 복진은 차하르 칸의 유명한 대복진이니 장가들라" 라고 말했다. 그러자 다이샨이 "이 복진이 비록 대복진이라 할지라도 재물이 없는 짐승을 내가 어찌 기르겠는가? 차하르의 다른 대복진인 수타이 태후를 맞이하겠다" 라고 말했다. 홍타이지는 이미 수타이 태후는 치르할랑에게 하사하기로 합의했다는 이유로 다이샨의 부탁을 거절하고 수차례 사람을 보내 낭낭태후를 맞이하라고 명했으나, 다이샨은 끝내 허락하지 않았다. 아바타이 등은 낭낭태후가 링단 칸의 "다라대복진이고, 칸은 이를 받아들이고 다른 사람과 결혼해서는 안된다"고 홍타이지에게 권했다. 홍타이지는 이미 링단 칸의 미망인인 도투먼 복진을 먼저 맞이했고, 다시 낭낭태후를 얻었다"며 우의가 맞지 않는다고 전했다. 여러 달이 지나서야 여러 패륵들의 부탁으로 낭낭태후와 성혼했다. 낭낭태후는 홍타이지의 복진이 되었다.

## 궁중 생활
천총 10년 (1636년), 보르지기트씨는 홍타이지의 11녀인 고륜단순장공주를 낳았다. 이후 1남 보무보고르 (숭덕 6년(1642년)생)를 낳았다. 또 한명의 몽골 여아를 키웠다는 기록이 있는데, 지왕의 아들 가르마더산에게 시집갔다. 
숭덕 원년 (1636년), 홍타이지가 황제로 즉위하면서, 오궁 복진에 오르는데, 서인지궁복진 (西麟趾宮福晋 (wargi da gosin i booi fujin)으로 서대복진(wargi amba fujin)이 되고, 한문으로는 귀비로 책봉했다. 칼카 세첸칸부 슈어레이는 "태후는 내 황후의 동생이다"라고 나목종에게 서한을 보냈다. 나목종은 칼카 세첸칸부 슈어레이의 아내 아하이의 동생으로, 이전에는 몽골 부족의 주인 링단 칸의 다라대복진이었다. 그래서 칼카 몽골과 세첸칸부는 나목종에게 선물을 건네며 여전히 그를 존경했다.
숭덕 2년 7월의 《청태종실록》은 인지궁귀비의 양녀가 관저궁신비가 아들을 낳은 후, 홍타이지에게 "불이 있으면 하늘에서 궁으로 내려간다"고 고하였다. 이 일의 진실성은 따져봐야지, 홍타이지 신비가 지어낸 이야기인지는 알 수 없다. 숭덕 4년 12월 15일. 《청태종실록》은 칼카부의 낙마 하사르요스 칸이 오고토 등을 성경으로 파견하여, 나목종의 동생 아하이 복진을 인지궁 귀비에게 담비 가죽과 말을 바쳤다고 기록되어있다. 
명대 중후반부터 명말까지 자금성 외동로 인수전 구역에는 경복문과 경복궁이 존재했다. 청황실이 연경으로 정해지자, 홍타이지 미망인들이 들어갔다. 국군복진 철철, 서인지궁복진 나목종, 봉호가 없는 복진 등이었다. 순치 9년 (1652년) 10월 정묘, 순치제는 대귀비와 숙비의 존호를 더해 의정대귀비라 하였다. 
강희 2년 (1663년) 11월, 12세의 화석유가공주가 정남왕 경중명의 증손자 삼등자작 경취충에게 시집갔다. 내무부 관리들은 공주 잔치에 태황태후와 인헌황태후 등이 사용할 물품을 작성해야한다. 동서2비 (의정대귀비, 강혜숙비), 둘째공주와 격격들, 건청궁의 복진과 황자들이 쓸 물품을 내무부에서 장만할 것인지 등을 요청했다. 같은 해 의정대귀비는 강혜숙비와 함께 자령궁 궁원 북쪽의 양비궁에 머물렀고, 홍타이지의 서비는 효장문황후를 따라 자령궁원 내 여러 궁궐에서 살았다. 《강희기거주》에 따르면 강희제는 먼저 태종 귀비 궁성시 나목종을 찾아간 뒤 태황태후, 황태후궁으로 가서 문안을 드렸다고 한다. 강희 13년(1674년), 의정대귀비 보르지트씨는 베이징에서 병사했다.